# Осколки Алары
Осколки Алары (англ. Shards of Alara) — набор-расширение для коллекционной карточной игры Magic The Gathering. Релиз состоялся 3 октября 2008 года. Релизной картой был Мстящий Аджани Архивная копия от 12 февраля 2009 на Wayback Machine с альтернативным артом.
Полный набор состоит из 249 карт, в которые входят 20 базовых земель, 101 обычная, 60 необычных, 53 редких и 15 мифических карт.

## Новшества в игре
С выходом выпуска игра претерпела ряд изменений, призванных сделать игру более дружелюбной для новичков и сократить общее количество карт в форматах «Блок» и «Стандарт». Была введена новая степень редкости для карт — мифическая (англ.  mythic rare). Одна из обычных карт в бустерах была заменена на карту базовой земли. Привычные тематические колоды были заменены на интро-паки, в которые входит колода из 41 карты, включающая одну фойловую редкую карту, и бустер выпуска.

## Детали выпуска
Выпуск стал первым из трех в блоке «Осколки Алары». Сюжетная линия выпуска — пять осколков одного мира, изолированных друг от друга. Каждый осколок включает в себя три цвета — один основной и два союзных. Каждый из осколков имеет свою игровую механику и planeswalker’а.
- Бэнт (англ.  Bant) — белый/зеленый/синий

Ключевое слово — повышение (англ.  exalted).
Planeswalker — Элспет, Рыцарь-странница (Elspeth, Knight-Errant Архивная копия от 18 февраля 2009 на Wayback Machine).
- Эспер (англ.  Esper) — синий/белый/черный

Тема — цветные артефакты.
Planeswalker — Теззерет Искатель (Tezzeret the Seeker Архивная копия от 15 февраля 2009 на Wayback Machine).
- Гриксис (англ.  Grixis) — чёрный/красный/синий

Ключевое слово — откопать (англ.  unearth).
Planeswalker — Никол Болас (Nicol Bolas, Planeswalker Архивная копия от 15 февраля 2009 на Wayback Machine) (появляется в выпуске Слияние).
- Джанд (англ.  Jund) — красный/черный/зеленый

Ключевое слово — пожирание (англ.  devour).
Planeswalker — Сархан Воль (Sarkhan Vol Архивная копия от 26 февраля 2009 на Wayback Machine).
- Найя (англ.  Naya) — зелёный/красный/белый

Тема — существа с силой 5 и больше.
Planeswalker — Мстящий Аджани (Ajani Vengeant Архивная копия от 12 февраля 2009 на Wayback Machine).